# Swedish Doctors for Human Rights
Swedish Doctors for Human Rights (SWEDHR, ‘Doctores suecos por los Derechos Humanos’) es una ONG que agrupa a médicos y profesores de medicina suecos, con el fin de monitorear transgresiones de los derechos humanos en zonas de conflicto internacional, especialmente las que derivan en deterioro de la salud pública, servicio hospitalario, y salud de prisioneros o víctimas civiles.SWEDHR fue fundada en Suecia en 2014 por el Profesor Emérito y Doctor en Medicina Marcello Ferrada de Noli.
De acuerdo a sus estatutos, la organización se rige por la Declaración Universal de los Derechos Humanos (DUDH) de 1948 y la Declaración de Helsinki promulgada por la Asociación Médica Mundial (AMM) de 1964.Otra actividad de SWEDHR ha sido la defensa de personas que han sido perseguidas por haber denunciado crímenes de guerra, como el caso del periodista y activista australiano Julián Assange.  

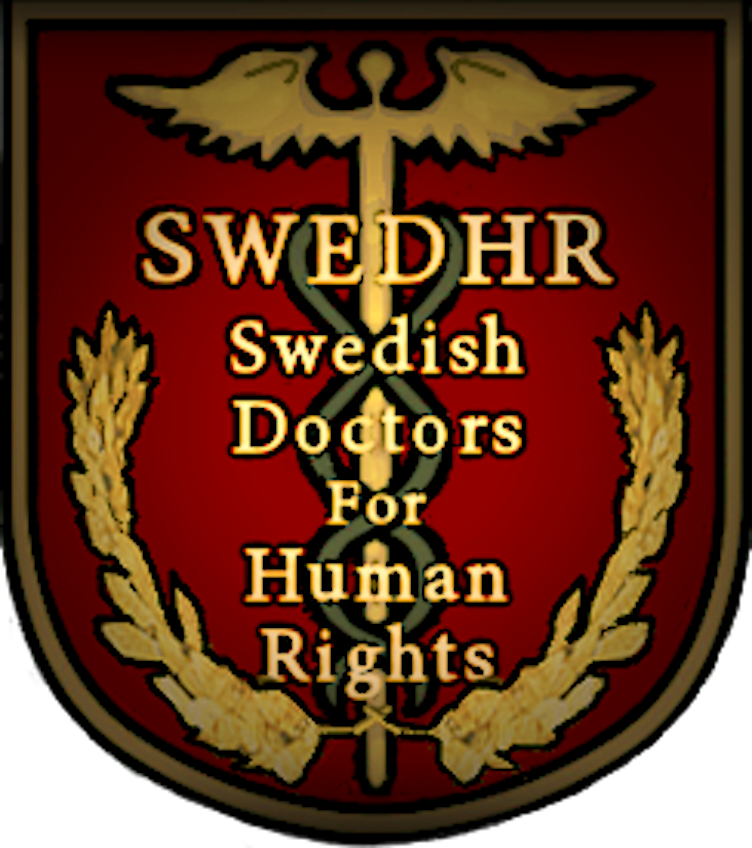
Logo oficial de Swedish Professors & Doctors for Human Rights

## Debates internacionales
Entre las primeras actividades de SWEDHR estuvo la denuncia hecha en publicaciones médicas sobre el bombardeo a un hospital de Medecins San Frontieres en Afganistán. Siguieron otros análisis sobre las víctimas civiles ocasionadas por ataques de drones en Afganistán.
Los efectos de la tortura en prisioneros ha sido otra línea de estudios en la organización. En 1916 se inició la publicación SWEDHR Research & Reports. 
En 1917, médicos de SWEDHR realizaron varios análisis de materiales audiovisuales publicados por la organización Defensa Civil Siria ("Cascos Blancos") que imputaban al gobierno de Siria el uso de armas químicas. La conclusión de los médicos suecos fue que aquellos videos, mostrando escenas en un puesto de primeros auxilios, habían sido "fabricados". La evidencia investigada por los profesionales fue publicada en varios números de la revista The Indicter.La organización Defensa Civil Siria negó que se tratase de un montaje, pero el embajador de Siria en la ONU presentó las investigaciones de SWEDHR en el Consejo de Seguridad, según él, como prueba de acusaciones falsas al presidente Assad.
Luego de entrevistas al presidente de SWEDHR, Prof. Marcello Ferrada de Noli, en canales de televisión independiente del Reino Unido, y del Canal 1 de la  televisión  nacional rusa,siguió un debate en medios suecos, como Dagens Nyhetery europeos, entre otros Le Figaro,Libération,Der Spiegel. Las críticas se referían en lo central al hecho que los análisis de SWEDHR fuesen usados por estados que apoyan el gobierno de Siria. SWEDHR respondió a los ataques en la Revista de la  Asociación de Médicos de Suecia, declarando ser "una organización absolutamente independiente". Luego, en una serie de artículos en The Indicter, SWEDHR respondió por separado a los medios europeos referidos.
En 1919, SWEDHR participó en análisis críticos sobre conclusiones de la Organización Para la Prohibición de las Armas Químicas (OPCW).
En 2020, la organización impulsó una campaña por los derechos humanos de la población anciana de Suecia, en referencia a los programas de salud preventiva y curativa en el contexto de la pandemia COVID-19.